# David Cortés Caballero
David Cortés Caballero (* 29. August 1979 in Llerena) ist ein spanischer Fußballspieler, der bei Real Saragossa in der spanischen Primera División spielt.

## Spielerkarriere
David Cortés startete seine Karriere als Profifußballer bei CF Extremadura in der spanischen Segunda División, wo er zwischen 1999 und 2002 Tore verhinderte. Von 2002 bis 2006 stand er bei RCD Mallorca unter Vertrag, mit dem er im Jahr 2003 seinen bisher größten Erfolg – den Gewinn der Copa del Rey – erreichte. Trotz eines Stammplatzes verließ David Cortés 2006 die Mallorquiner, um beim Madrider Vorstadtclub FC Getafe anzuheuern.
Auch mit Getafe konnte er 2007 das Finale der Copa del Rey erreichen, sein Team verlor jedoch mit 0:1 gegen den FC Sevilla. Nach vier Jahren verließ er Getafe wieder und kam über Hércules Alicante und den FC Granada 2013 zu Real Saragossa.

## Erfolge
- 2003 – Copa del Rey mit RCD Mallorca